# Werner Wälchli
Werner Wälchli (* 11. Februar 1922 in Saint-Aubin-Sauges; † 2. Juli 2010 in Brittnau) war ein Schweizer Grafiker, Lithograf, Maler und Lehrer.

## Leben und Werk

UNESCO-Signet

Wälchli war das dritte von sechs Kindern des Alfred und der Frieda, geborene Gugelmann. Als er zwei Jahre alt war, zog die Familie nach Brittnau, wo er auch die Schulen besuchte.
Wälchli absolvierte von 1939 bis 1943 eine Schriftsetzer-Lehre bei der Firma Ringier in Zofingen. An der Gewerbeschule Zofingen war er Schüler von Eugen Kuhn. Durch dessen Vermittlung konnte Wälchli nach der Lehre eine Stelle als Schriftsetzer bei der Druckerei Schläfli in Interlaken antreten. Der dortigen Handsetzer-Vereinigung erteilte er 1944 den ersten Schriftschreibkurs. In dieser Zeit wandte er sich dem Zeichnen zu und wurde dabei von Emil Zbinden gefördert.
Wälchli trat 1945 eine Stelle in der Zürcher Druckerei Fretz an, was ihm den Besuch von Abendkursen für Zeichnen und Schrift an der Kunstgewerbeschule Zürich ermöglichte. Von 1946 bis 1948 besuchte Wälchli die Tagesschule der Kunstgewerbeschule Zürich und erhielt seine Ausbildung bei Alfred Willimann, Walter Käch, Ernst Gubler und dem Grafiker Ernst Keller (1891–1968), bei dem er auch seine spätere Frau Ruth Bögli kennen lernte. Zusammen hatten sie drei Kinder.
Als selbständiger Grafiker besuchte er in Paris die École d’Estienne und die Académie Lhote von André Lhote.
Von 1949 bis 1952 war Wälchli künstlerischer Leiter der UNESCO-Publikationen und gestaltete 1951 das Signet für die UNESCO.
Wieder in Zürich, lebte die Familie in Seebach. Wälchli arbeitete als freischaffender Grafiker und unterrichtete an der Kunstgewerbeschule Zürich von 1956 bis zu seiner Pensionierung 1987 Zeichnen und Kalligrafie.
Wälchli lebte mit seiner Familie ab 1973 im alten Schulhaus Mättenwil in der Gemeinde Brittnau. Werner und Ruth Wälchli zeigten zwischen 1966 und 2013 in fast 20 Ausstellungen im Kanton Aargau ihre Werke.
Als letzte Arbeit verfasste Wälchli 2008 ein kleines Buch mit dem Titel Schrift und Schreiben in Zürich.